# Cataglyphis oxiana
Cataglyphis oxiana is een mierensoort uit de onderfamilie van de schubmieren (Formicinae). De wetenschappelijke naam van de soort is voor het eerst geldig gepubliceerd in 1964 door Arnoldi.